# Villa Carcina
Villa Carcina (Càrhinä en dialecto bresciano) es una localidad y comune italiana de la provincia de Brescia, región de Lombardía, con 10.892 habitantes. Está situado en el valle denominado Val Trompia. El municipio de Villa Carcina está situado al norte de la ciudad de Brescia, y se compone de cinco núcleos: Cailina, Carcina, Cogozzo, Pregno y Villa.

## Límites
Villa Carcina limita al norte con el municipio de Sarezzo, al este con los municipios de Lumezzane y Concesio, al sur con el municipio de Concesio y al oeste con los de Brione y Gussago. 

## Geografía
Está establecido a lo largo del río Mella que lo atraviesa de norte a sur constituyendo el fondo del valle. A este y oeste el territorio es montañoso con cotas que alcanzan los 1000 m. El monte más alto del municipio es el Palosso con 1158m. El valle de La Valtrompia, que comprende entre otros al municipio de Villa Carcina, es el menor de los tres valles que forman el territorio montano de la provincia de Brescia, pero debido a la cercanía a la ciudad de Brescia es la más legada a ella desde el punto de vista geográfico, histórico, económico, y cultural.El territorio que conforma la Val Trompia comprende también el territorio que converge en el norte de la ciudad de Brescia y algunas zonas que limitan con la Franciacorta, y se extiende sobre una superficie de 380 kilómetros cuadrados.

## Clima
El clima de Villa Carcina refleja el del norte de Italia, en particular modo al bresciano caratterizado por inviernos fríos con abundantes nevadas en las montañas limítrofes y veranos cálidos.

## Historia
La economía del valle estaba basada en la agricultura y silvicultura de las que se sacaba lo necesario para sustentarse. Con el transcurrir de los años, al comenzar la segunda mitad del siglo XIX surgieron diversas industrias pesadas: en 1859 la fundición "Glisenti", en 1889 la textil "Mylius" que se transformó en "Bernocchi" y en 1911 la trefilería "TLM" que juntas proporcionaban trabajo a más de 3000 personas. En los últimos años, con el declive de la gran industria han surgido otras, como pequeñas empresas metalúrgicas, fundiciones, fábricas de grifería y mecánica varias. En 1963 la señora Capretti Colturi donó en su testamento al municipio su casa con el jardín anexo para hacer una casa de reposo para los ancianos ahora denominada "Villa de los Pinos", mientras que en 1980 la administración municipal adquirió el parque anexo a la Villa Glisenti para tranformarlo en parque público al igual que la casa la cual fue transformada en biblioteca municipal.

## Lugares de interés
Los parques públicos parques, jardines y otras áreas verdes públicas al igual que sendas peatonales y parques infantiles representan un patrimonio a disposición de toda la ciudadanía del municipio. Son 4 los parques presentes en Villa Carcina: el de Villa, el de Cailina, el de Cogozzo y el de Carcina.

## Hijos ilustres
- Paolo Bossini - nadador (29 de junio de 1985 - )

## Evolución demográfica
| Gráfica de evolución demográfica de Villa Carcina entre 1861 y 2001 |
|                                                                     |
| Fuente ISTAT - elaboración gráfica de Wikipedia                     |